# Estação Ferroviária de Tui
A Estação Ferroviária de Tui é uma interface do Ramal Internacional de Valença (conhecido em Espanha como Línea Guillarei-Valença do Minho), que serve a localidade de Tui, na província de Pontevedra, na Galiza.